# Demianówka
Demianówka (słow. Demänovka) – rzeka na północy Słowacji, w Niżnych Tatrach i Liptowie, lewy dopływ Wagu. Długość – 19 km, powierzchnia zlewni – 61 km², średni przepływ – 1,3 m³/s.
Wypływa w dolinie o nazwie Široká dolina, będącej jedną z odnóg Doliny Demianowskiej. Ma źródła na wysokości około 1570 m w kotle lodowcowym pod szczytem Krúpovej holi. Spływa w północnym kierunku, przyjmując dopływ Luková z Lukovej doliny. W miejscu o nazwie Pod Krčahovom zmienia kierunek na północno-zachodni, na osiedlu Lúčky wpływa do głównego ciągu Doliny Demianowskiej i płynie nią w północnym kierunku. Po opuszczeniu Tatr Niżnych wpływa na Kotlinę Liptowską i płynie przez miasto Liptowski Mikułasz. W dzielnicy Palúdzka uchodzi do rzeki Wag, jako jej lewy dopływ. Następuje to na wysokości 565 m, około 500 m ujściem Wagu do sztucznie utworzonego Jeziora Liptowskiego (Liptovská Mara).
Zlewnia Demänovki obejmuje całą Dolinę Demianowską o długości około 15 km, oraz niedużą część Kotliny Liptowskiej. W wielu miejscach na Demänovce występują progi, a na nich wodospady. W obrębie Doliny Demianowskiej silnie rozwinięte są zjawiska krasowe, w wyniku których część wód Demänovki (różna w różnych porach roku) spływa podziemnymi przepływami. Demänovka wytworzyła w wapiennych skałach tej doliny wielki system jaskiń, z których największe i najbardziej znane to Demianowska Jaskinia Wolności i Demianowska Jaskinia Lodowa. W niektórych miejscach część wód Demänovki zanika w ponorach, w niektórych wypływa w wywierzyskach. Główne dopływy:
- potok Luková (lewy)
- potok spod przełęczy Javorie (prawy),
- potok z doliny Krčahovo (prawy),
- potok z doliny Machnaté (prawy),
- potok z doliny Vyvieranie, spod przełęczy Iľanovské sedlo (prawy),
- potok Zadná voda (lewy),
- Dedlinský potok (lewy)

## Galeria

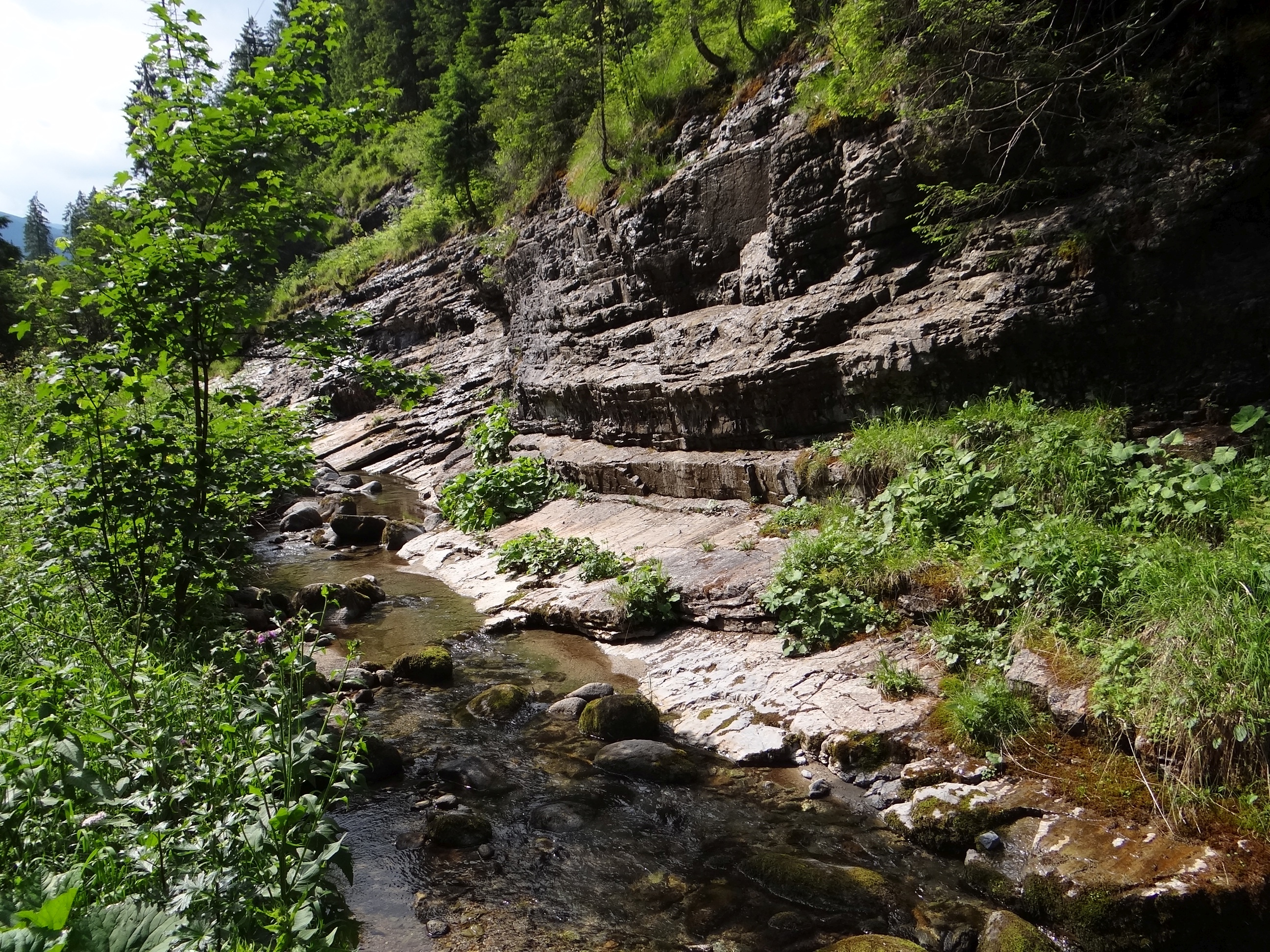
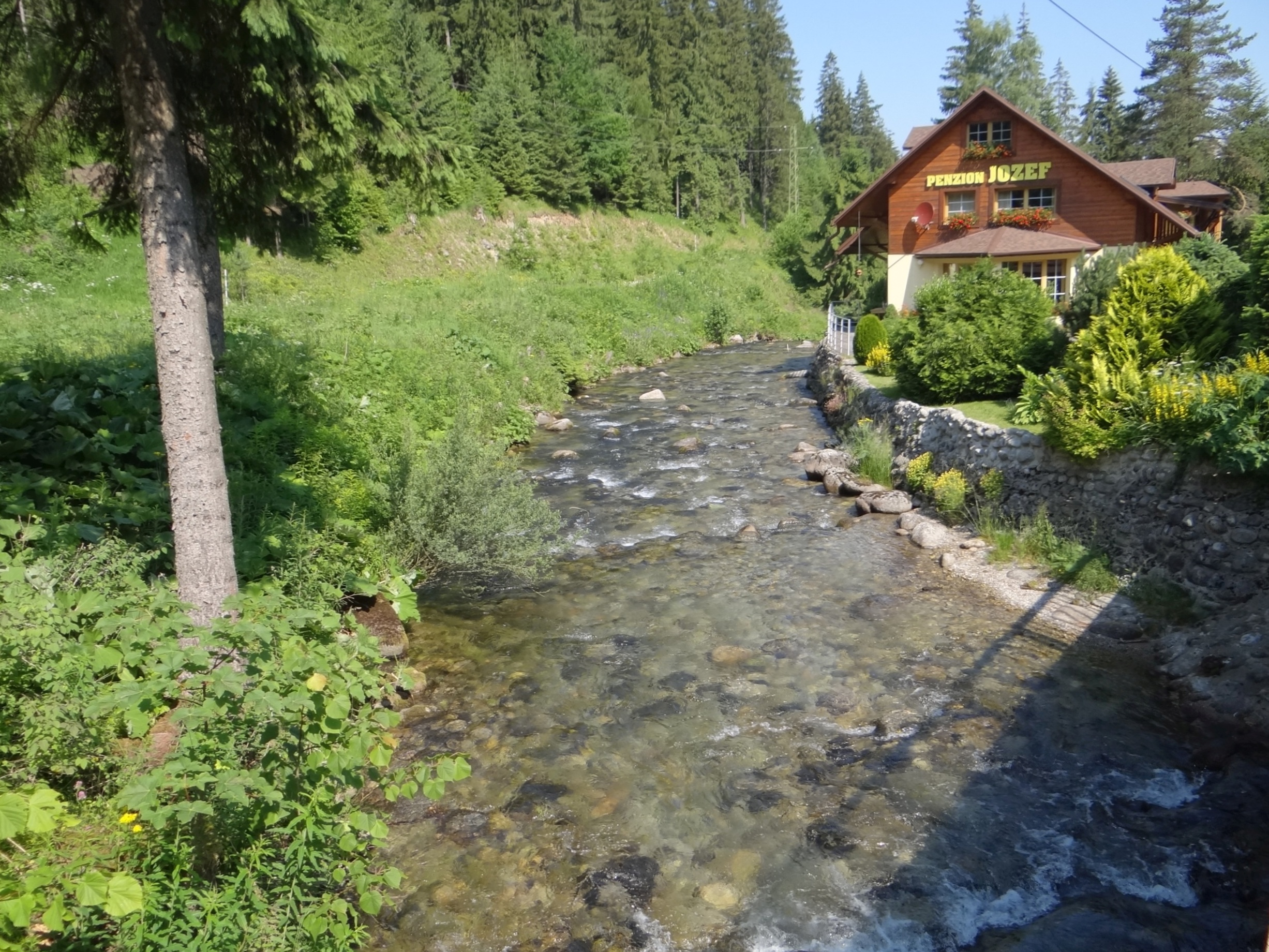